# Driedaagse van Aigle
De Driedaags van Aigle is een wielerwedstrijd op de piste, die hetzelfde principe heeft als een Zesdaagse namelijk: een aantal teams van twee man komen tegen elkaar uit. Het team dat aan het einde van de drie dagen de meeste ronden heeft gereden en/of de meeste punten heeft verzameld is de winnaar. In de loop van de dagen worden er verschillende deelwedstrijden ingelast, waarmee extra punten en te verdienen zijn. 
Deze driedaagse werd voor het eerst in 2003 gereden in de Zwitserse stad Aigle.
Franco Marvulli is met zijn drie zeges (2003, 2007 en 2009) recordhouder

## Erelijst

### Mannen
| Editie                          | Jaar                            | Datum                           | Locatie                         | Koppels                         | Winnaar                             | Tweede                          | Derde                           |
| Driedaagse met losse onderdelen | Driedaagse met losse onderdelen | Driedaagse met losse onderdelen | Driedaagse met losse onderdelen | Driedaagse met losse onderdelen | Driedaagse met losse onderdelen     | Driedaagse met losse onderdelen | Driedaagse met losse onderdelen |
| ------------------------------- | ------------------------------- | ------------------------------- | ------------------------------- | ------------------------------- | ----------------------------------- | ------------------------------- | ------------------------------- |
|                                 | 2024                            | 26-28 september                 |                                 |                                 |                                     |                                 |                                 |
| Driedaagse                      |                                 |                                 |                                 |                                 |                                     |                                 |                                 |
| 16                              | 2020                            |                                 |                                 |                                 | Théry Schir Robin Froidevaux        |                                 |                                 |
| 15                              | 2019                            |                                 |                                 |                                 | Benjamin Thomas Donavan Grondin     |                                 |                                 |
| 14                              | 2018                            |                                 |                                 |                                 | Lasse Norman Hansen Julius Johansen |                                 |                                 |
|                                 | 2017                            |                                 |                                 |                                 | niet gereden                        | niet gereden                    | niet gereden                    |
| 13                              | 2016                            |                                 |                                 |                                 | Oliver Wood Mark Stewart            |                                 |                                 |
| 12                              | 2015                            |                                 |                                 |                                 | Sebastián Mora Julio Amores         |                                 |                                 |
| 11                              | 2014                            |                                 |                                 |                                 | Tristan Marguet Théry Schir         |                                 |                                 |
| 10                              | 2013                            |                                 |                                 |                                 | Kenny De Ketele Jasper De Buyst     |                                 |                                 |
| 9                               | 2012                            |                                 |                                 |                                 | Kilian Moser Loïc Perizzolo         |                                 |                                 |
| 8                               | 2011                            |                                 |                                 |                                 | Silvan Dillier Claudio Imhof        |                                 |                                 |
| 7                               | 2010                            |                                 |                                 |                                 | Andreas Müller Andreas Graf         |                                 |                                 |
| 6                               | 2009                            |                                 |                                 |                                 | Franco Marvulli Alexandre Pliuschin |                                 |                                 |
| 5                               | 2008                            |                                 |                                 |                                 | Damien Gaudin Jérôme Cousin         |                                 |                                 |
| 4                               | 2007                            |                                 |                                 |                                 | Franco Marvulli Dominique Stark     |                                 |                                 |
|                                 | 2006                            |                                 |                                 | niet gereden                    | niet gereden                        | niet gereden                    | niet gereden                    |
| 3                               | 2005                            |                                 |                                 |                                 | Bruno Risi Maxime Bally             |                                 |                                 |
| 2                               | 2004                            |                                 |                                 |                                 | Alexander Aeschbach Grégory Devaud  |                                 |                                 |
| 1                               | 2003                            |                                 |                                 |                                 | Franco Marvulli Grégory Devaud      |                                 |                                 |